# Continental Center (Nueva York)
El Continental Center es un rascacielos de oficinas localizado en Nueva York.
Construido en 1983, por Swanke Hayden Connell Architects, el edificio tiene 41 plantas y llega a la altura máxima de 169 metros.

## Historia
Fue diseñado originalmente para una compañía de seguros, el edificio está ocupado por grandes empresas financieras y legales. La planta octogonal del edificio y el contraste de la fachada de cristal con los rascacielos vecinos de gran altura, como el 120 Wall Street y One Chase Manhattan Plaza. Además de las oficinas, el edificio incluye una cafetería, un auditorio y aulas para uso de los inquilinos.
En 2016 recibirá una renovación de 28 millones de $.